# Wu (tige céleste)
Pour les articles homonymes, voir Wu.
Wu ou wou (戊, wù) est la cinquième tige céleste du cycle sexagésimal chinois.
Elle correspond dans la théorie du yin et yang au yáng et dans la théorie des cinq éléments à l’élément terre. Elle est également associée au point cardinal centre (considéré en Extrême-Orient comme un point cardinal à part entière). Dans la théorie du cycle sexagésimal représentant la croissance des plantes, le wu représente l'idée de végétation luxuriante, de la plante arrivée à l'apogée de sa croissance.
En chinois et en japonais, wu réfère souvent au cinquième élément d'une série : la lettre E, l'idée de 5e catégorie... En chimie organique, il représente le groupe pentyle : pentane (戊烷 wùwán), acide pentanoïque (戊酸 wùsuān), pentanol (戊醇 wùchún), etc.
Les années en wu sont celles du calendrier grégorien finissant par 8 : 1988, 1998, 2008, 2018, etc.
Dans le cycle sexagésimal chinois, la tige céleste wu peut s'associer avec les branches terrestres chen, yin, zi, xu, shen et wu pour former les combinaisons :
- Wuchen (戊辰) = 5
- Wuyin (戊寅) = 15
- Wuzi (戊子) = 25
- Wuxu (戊戌) = 35
- Wushen (戊申) = 45
- Wuwu (戊午) = 55